# Вдова Клико (фильм)
«Вдова Клико» (англ. Widow Clicquot) — драматический фильм 2023 года режиссёра Томаса Нэппера по сценарию Эрин Дигнам и Кристофера Монгера. Главные роли в фильме исполнили Хейли Беннетт, Том Старридж, Сэм Райли, Бен Майлз и Наташа О’Кифф.
Мировая премьера фильма состоялась 11 сентября 2023 года на Международном кинофестивале в Торонто.

## Сюжет
В разгар наполеоновских войн, в возрасте 27 лет, Барбе-Николь Клико-Понсарден стала вдовой. Её муж Франсуа умер всего через несколько лет после их свадьбы. Его отец, Филипп, основал небольшую винодельню в 1772 году и хотел продать виноградники после смерти сына, чтобы спасти погреб от разорения. Однако невестка попросила его продолжать вести дела. Филипп Клико сомневается и предпочитает, чтобы она присматривала за своей юной дочерью Клементиной, но дает ей шанс.
Виноторговец Луи Боне становится её советником и, как новый торговый представитель Клико, помогает ей обойти торговое эмбарго Наполеона, которое запрещает им продавать свои шампанские вина в другие страны. Деловые отношения перерастают в личные, которые оказываются не совсем простыми, так как они часто конфликтуют. Несмотря на то, что Боне теперь ее любовник, мысли Барбе-Николь всегда связаны с ее покойным мужем, который часто бывал эксцентричен, но, как она считает, разделял бы её желание изменить ситуацию в компании.

## В ролях
- Хейли Беннетт — Барбе-Николь Понсарден Клико[3]
- Том Старридж — Франсуа Клико
- Сэм Райли — Луи Бон
- Энсон Бум — Эдуард Верле
- Лео Сутер
- Бен Майлз — Филипп Клико
- Наташа О’Кифф — Анна
- Сесили Клив — Клементина Клико
- Пол Рис — Дройт
- Ян Коннингем — Паке
- Кристофер Виллерс — Николя Понсарден
- Кара Сеймур — Жанна-Мари Понсарден
- Фиби Николлс — Мари-Катрин Клико
- Николас Фаррелл — Жан-Реми Моэт
- Крис Ларкин — Мюллер
- Марк Тэнди

## Производство
В октябре 2022 года стало известно, что в актёрский состав фильма вошли Хейли Беннетт, Том Старридж, Сэм Райли, Лео Сутер и Энсон Бум, а режиссёром станет Томас Нэппер. Авторами сценария стали Эрин Дигнам и Кристофер Монгер, а продюсером — Джо Райт.
Основные съёмки проходили в Шабли и Реймсе, Франция, в октябре 2022 года.
Мировая премьера фильма состоялась на Международном кинофестивале в Торонто 11 сентября 2023 года. В ноябре 2023 года компания Vertical Entertainment приобрела права на дистрибуцию фильма.

## Критика
На сайте Rotten Tomatoes фильм имеет рейтинг 100 % основанный на 11 отзывах, со средней оценкой 7.5/10. На Metacritic средневзвешенная оценка составляет 71 из 100 на основе 6 рецензий.
Джаред Мобарак в рецензии для The Film Stage пишет, что виноделие представлено в фильме как форма искусства, как страсть, которая требует от Барбе-Николь Клико-Понсарден изобретательности и находчивости, чтобы развиваться и совершенствоваться, несмотря на недалёких, самодовольных мужчин. Таким образом, "Вдова Клико" - это во многом своевременный фильм, затрагивающий проблемы прав женщин, секс-позитива и равенства на работе. О лидерских качествах Барбе-Николь Мобарак пишет, что в то время как мужчины повышают голос и стучат кулаками по столу, она просто стоит, слегка улыбаясь, но не отступая, а Хейли Беннетт замечательно изображает их уязвимость как силу.